# Български жестомимичен език
Българският жестомимичен език (БЖЕ) е жестомимичният език на глухите и глухонемите българи. Използва се в България и сред глухите и глухонемите българи от българската чуждестранна диаспора.

## Разпространение
Към 2014 г. броя на ползващите български жестомимичен език е 37 000 по данни на International Mission Board и 50 000 според Европейския съюз на глухите. В България има 200 преводачи на жестомимичен език.
Няма официална статистика, нито за ЕС, нито за България, за общия брой ползващи жестомимичен език, но около 1 на 1000 души използва национален жестомимичен език като свой първи език.
В България около 120 000 души са с различна степен на слухова загуба. Официално членовете на Съюза на глухите в България са 6500, но според организацията в страната има над 10 – 12 000 души с по-висока степен на увреждане на слуха и близо 250 000 души с някаква степен на увреждане на слуха.

## История
Българският жестомимичен език възниква спонтанно в глухата общност в България и служи като основно средство за осъществяване на общуването между членовете на тази общност. Обособява се във времето по два признака – като общо средство за активното общуване между носителите на този език.
Близо 40-годишна забрана върху употребата на жестовия език като помощно средство в специалните училища за глухи деца, в резултат на което учители и възпитатели не го владеят или най-често си служат с изопачени жестове, за да общуват с децата и учениците в извън учебно време. В резултат: В различните райони на България за множество еднакви думи се употребяват различни жестове, разбираеми само от глухите, живеещи и учещи в този район.

### Образованието в България
Фердинанд Урбих създава първото частно училище за глухи в София през април 1898 г., където жестомимичният език се ползва в основното образование.

### Произход
БЖЕ произлиза от руския жестомимичен език, той – от австро-унгарския, който от своя страна – от френския. Българският формира една група с чешкия, словашкия, полския, унгарския и румънския, което на практика позволява безпроблемно взаимно общуване. В по-общ план това важи за централноевропейските държави. С азиатските групи е коренно различно и там ще е необходимо специално обучение.

### Диалекти
Българският жестомимичен език съществува само във вид на териториални диалекти (в какъвто вид е бил и българският език до края на XIX век). Съществува само в „устна“, нефиксирана форма. От тази гледна точка диалектите могат да се определят като патоа – диалектите на етническа група, която е малцинство в една държава, но няма своя собствена държава и съответно нейният език няма официална форма. Глухата общност обаче не се формира по етнически, а по други признаци – на първо място физилогичното увреждане на слуха.

### Азбука
Дактилната жестова реч (дактилология) представлява азбука, буквите на която се изобразяват с пръстите само на едната ръка. Азбуката е внедрена в българската практика от руската школа и се използва предимно от „младите“ глухи, които са я овладявали в специализираните училища.

## Училища за деца и ученици с увреден слух
Сурдопедагогиката е дялът от педагогиката, който се занимава с обучението на глухонеми деца и на деца със слухови дефекти.
Днес има три училища в България, специализирани с обучението на деца и ученици с увреден слух:
1. Средно специално училище „Проф. д-р Дечо Денев“, София
2. Средно специално училище „Проф. д-р Стоян Белинов“, Пловдив
3. СОУ за деца с увреден слух „Свети Иван Рилски“, Търговище

## Речници на БЖЕ
- „Речник на българския жестомимичен език“:
  - I издание (1960 г.) със 700 думи и жестове;
  - II издание (1996 г.) („Български жестомимичен речник“), с 3000 думи и жестове, изготвен от Спаска Джангозова, Миряна Мошева и Любомир Стайков (издаден на видеокасети през 1992 г.);
  - III издание (2009 г.) с 5000 думи;

- „Жестов речник по Човекът и природата, Физика и Астрономия“ (2004 г.), изготвен от Милен Замфиров и Светослава Съева, (видео уроци);
- „Фразеологичен жестомимичен речник“ (2005 г.), автори Миряна Мошева, Петра Ганчева;
- „Жестомимичен речник на религиозна тематика“ (2009 г.) с 500 думи и термини, автор Мая Янева;
- „Жестоматика Архив на оригинала от 2020-11-28 в Wayback Machine.“ (2009 г.) – компютърна програма на СБГ, обхващаща всичките 5000 думи и жестове на БЖЕ.